# Pierre Laleu
Pierre Laleu est un ancien pilote de rallye-raid français, spécialiste de la conduite sur camions.

## Palmarès au Rallye-raidParis-Dakar
En 3 participations:
| Année | Catégorie | Véhicule               | Copilotes                              | Classement Camions | Classement général |
| ----- | --------- | ---------------------- | -------------------------------------- | ------------------ | ------------------ |
| 1982  | Camions   | Mercedes Unimog 1300 L | Bernard Langlois                       | ?                  | 56e                |
| 1984  | Camions   | Mercedes 1936 AK       | Durce                                  | 1er                | ?                  |
| 1985  | Camions   | Mercedes 1936 AK       | Bernard Langlois / Jean-Marie Caillaud | Abandon            | Abandon            |